# Tremella
Дрожалка или тремелла (Tremella) — род грибов семейства Tremellaceae. Название впервые опубликовано в 1794 году .

## Строение
Род тремелла (Tremella) объединяет грибы, имеющие плодовые тела такого же строения, что и в роде эксидия (Exidia). Но, как правило, тремеллы бывают более яркие, желтые, оранжевые, часто имеют кустолопастную форму. Эти два рода различаются и по форме спор, которые у эксидии аллантоидные, а у тремеллы шаровидные или яйцевидные.

## Распространение и среда обитания
Самый обычный гриб рода тремелла — дрожалка оранжевая (Tremella mesenterica), имеет лопастные ярко-желтые плодовые тела, появляющиеся на сухих веточках лиственных пород поздней осенью. Он растет как сапрофит и относится к зимним грибам.
Кроме сапрофитов, среди дрожалок есть немало и микофилов, паразитирующих на других грибах. На гимении афиллофорового гриба Aleurodiscus amorphus растёт тремела гриболюбивая (Tremella mycetophiloides). Её плодовые тела маленькие, бугорковидные, почти бесцветные или бледно-коричневые. Такие же маленькие плодовые тела имеет тремела бугорчатая (Tremella tubercularia), развивающаяся на стромах крупных сордариомицетов (Sordariomycetes). Как правило, грибы этих двух видов не оказывают заметного влияния на развитие грибов, на которых они паразитируют, но некоторые микопаразиты из рода Tremella все-таки вызывают деформацию плодовых тел своих хозяев.
Tremella encephala паразитирует на грибах Stereum sanguinolentum и других видов этого рода, произрастающих на хвойных породах. Плодовые тела этой дрожалки почти шаровидные, извилисто-морщинистые, диаметром до 1,5 см, охряные. В разрезе видно, что они имеют белую, сравнительно жесткую, мясисто-кожистую сердцевину, покрытую тонким охряным студенистым слоем. Белая сердцевина — это изменённое под влиянием паразита плодовое тело рода Stereum, а сам паразит имеет вид трясущейся пленки.

## Практическое использование
Снежный гриб (Tremella fuciformis) и тремелла извилистая (Tremella mesenterica) используется в китайской кухне.

## Галерея

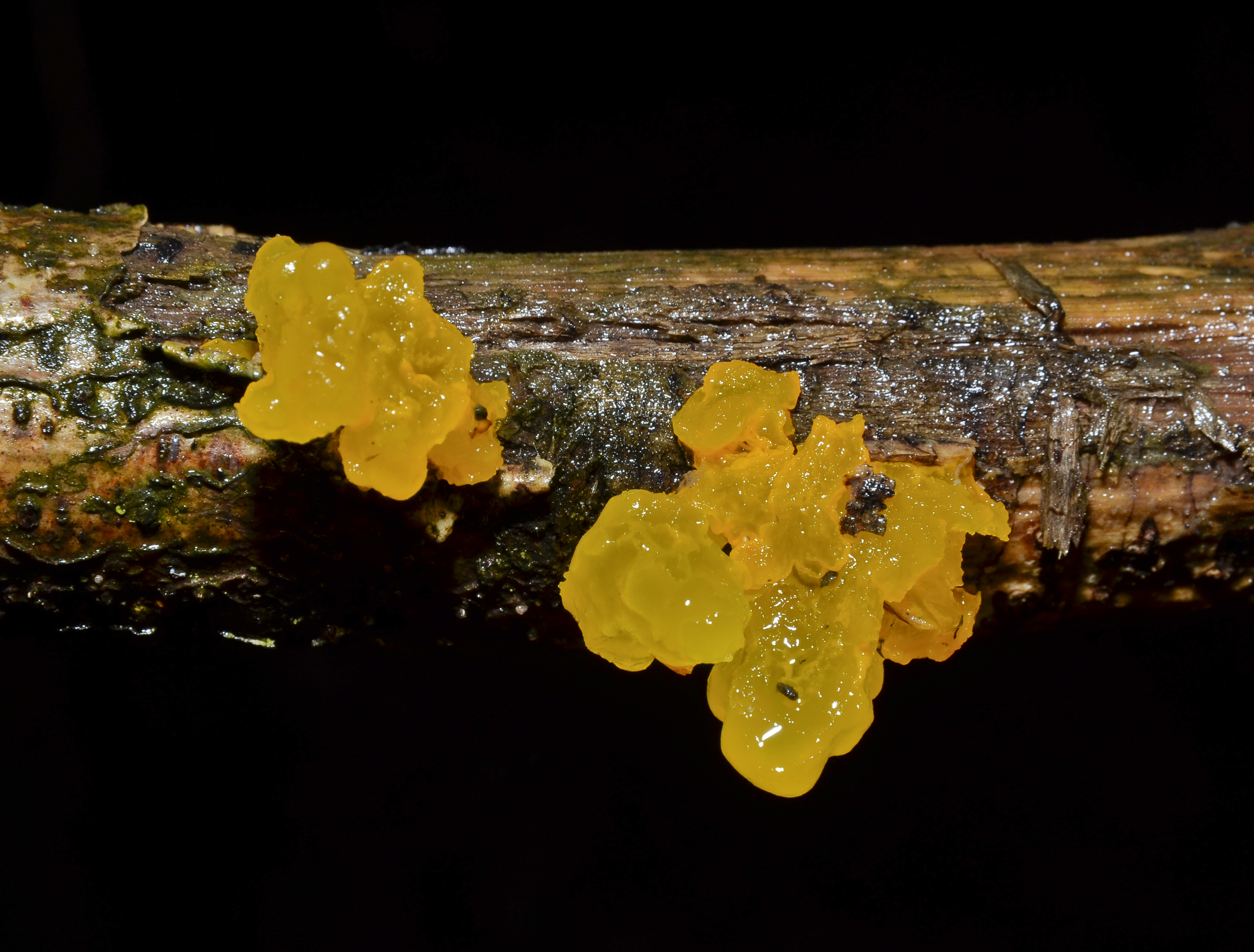
Tremella mesenterica
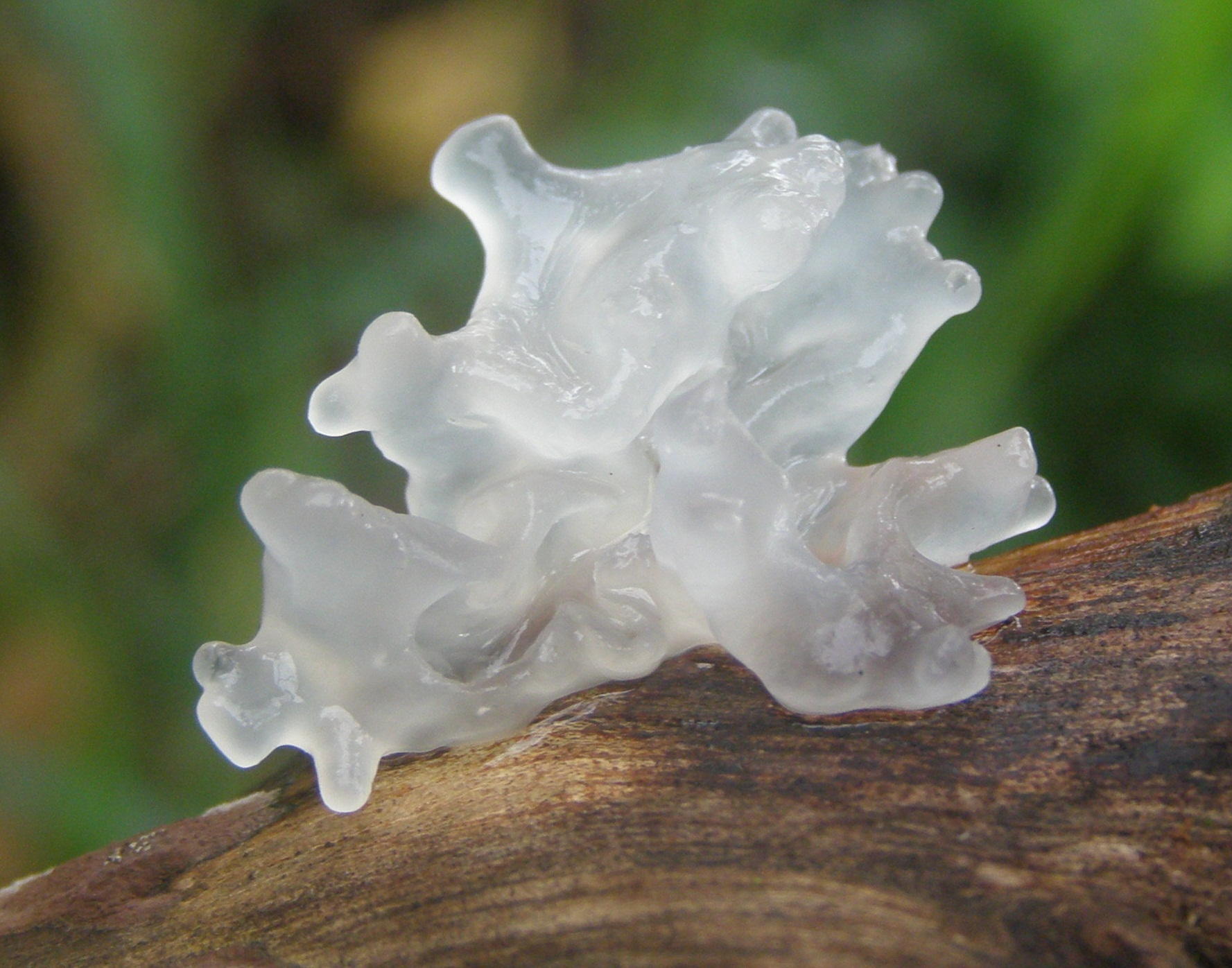
Tremella fuciformis
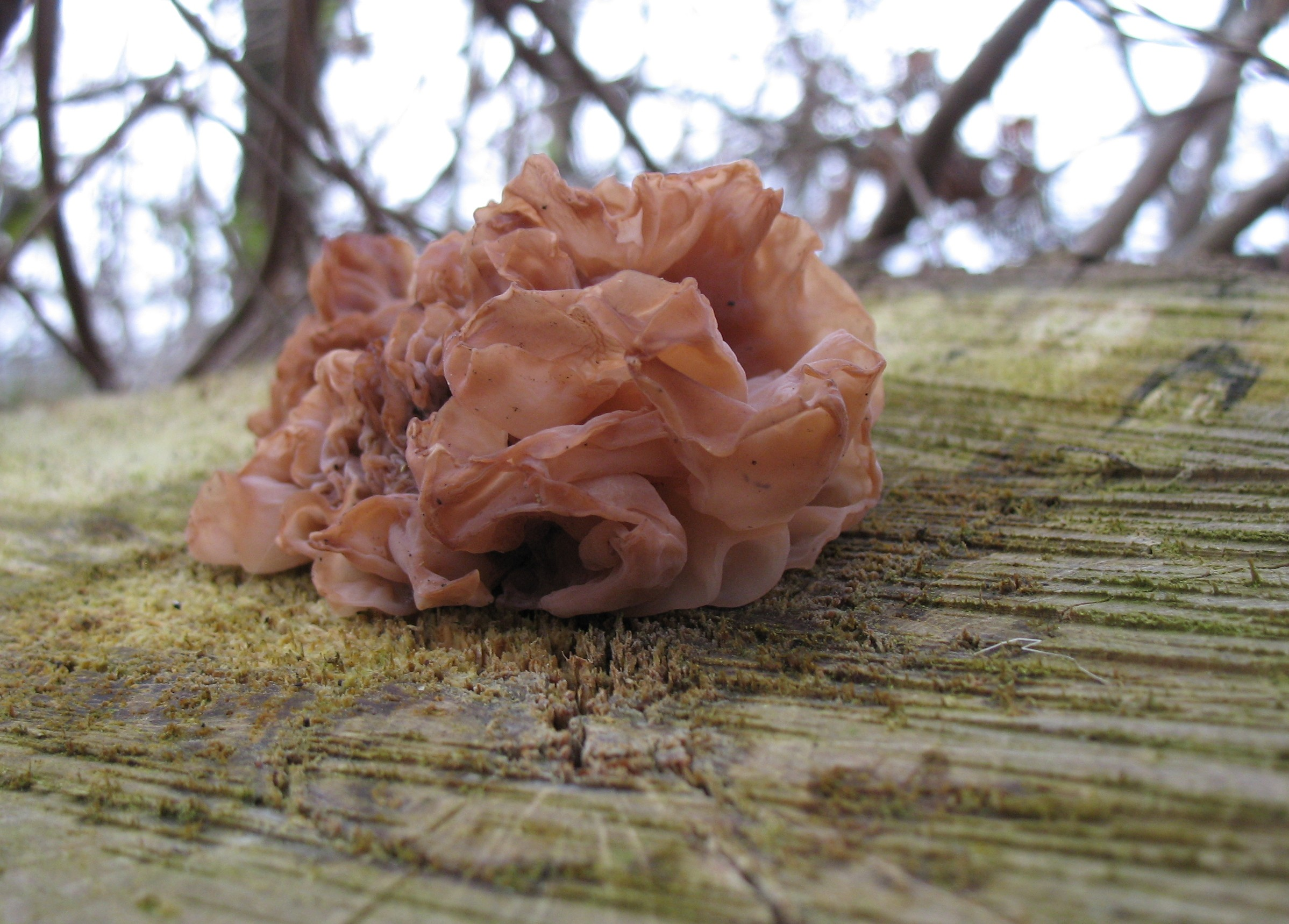
Tremella foliacea
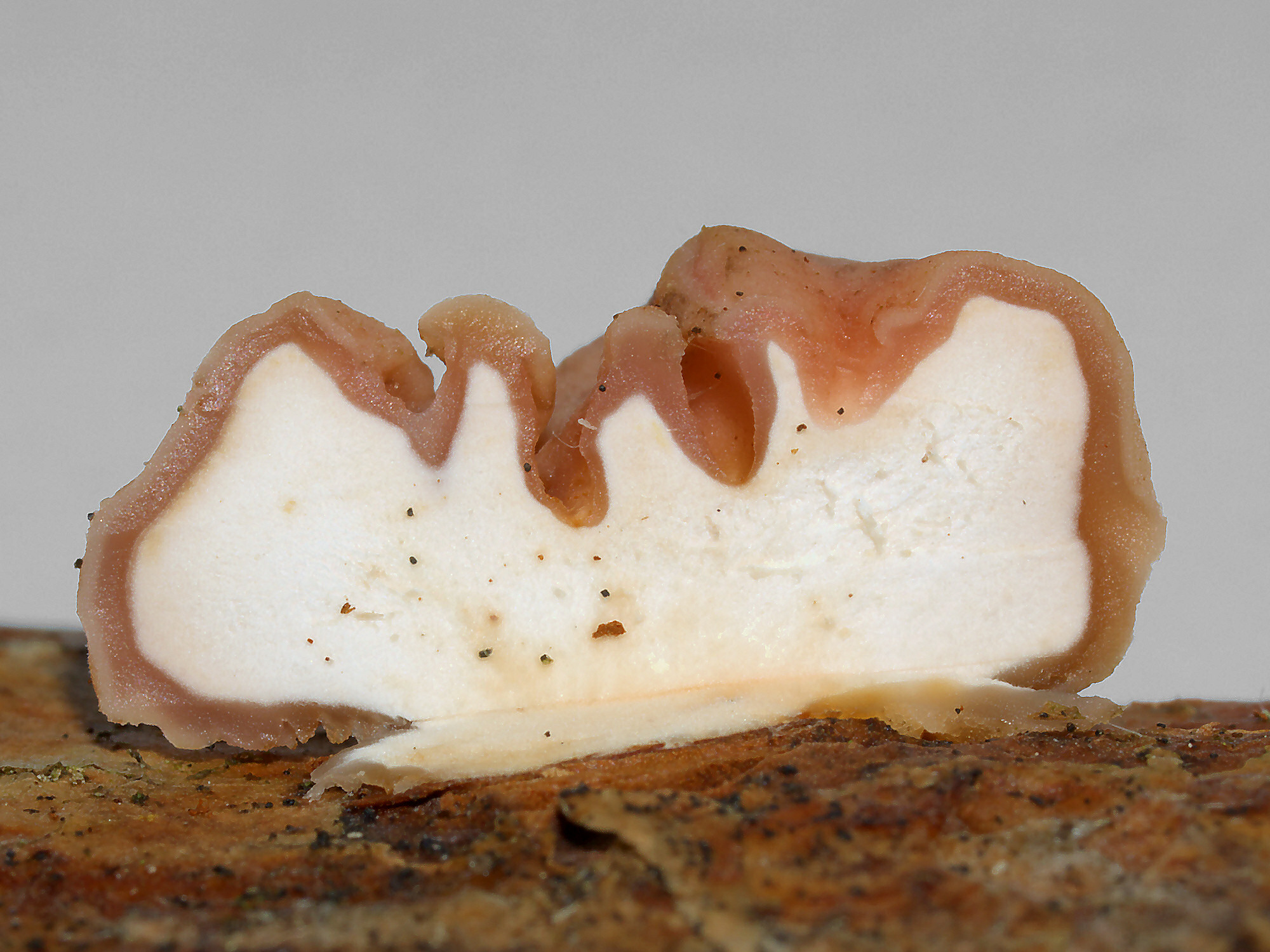
Tremella encephala, паразитирующая на Stereum sanguinolentum